# Chris Marker
Chris Marker (født Christian-François Bouche-Villeneuve, 29. juli 1921, død 29. juli 2012) var en fransk filminstruktør.
Han var elev af Jean-Paul Sartre og medlem af den franske modstandsbevægelse i 2. verdenskrig. "Marker" var hans kodenavn.

## Filmografi
- Les Statues meurent aussi (1953, med Alain Resnais)
- La Jetée, kortfilm fra 1962, inspirationen til Twelve Monkeys
- Sans Soleil (1983)
- AK, en dokumentar om Akira Kurosawa (1985)
- Level Five (1996)